# Liste von Kirchengebäuden im Landkreis Teltow-Fläming
Die Liste der Kirchengebäude im Landkreis Teltow-Fläming gibt eine vollständige Übersicht der im Landkreis Teltow-Fläming des Landes Brandenburg vorhandenen Gotteshäuser mit ihrem Status, Adresse, Koordinaten und einer Ansicht (Stand Februar 2025). Die Liste wird aus den Datensätzen in Wikidata generiert. Deshalb sollten Ergänzungen nicht nur hier, sondern auch in Wikidata eingetragen werden.

## Liste
| Ort                            | Bezeichnung                                              | Lage                                                                              | Nutzung            | Außenansicht    | Innenansicht   | Denkmal-ID | Wikidata-Eintrag |
| ------------------------------ | -------------------------------------------------------- | --------------------------------------------------------------------------------- | ------------------ | --------------- | -------------- | ---------- | ---------------- |
| Ahrensdorf                     | Dorfkirche Ahrensdorf (Ludwigsfelde)                     | Ludwigsfelde OT: Ahrensdorf Hauptstraße 38a (Lage)                                | evangelisch        | weitere Bilder  |                | 09105260   | Q27478837        |
| Baruth/Mark Stadt              | Stadtpfarrkirche St. Sebastian zu Baruth/Mark            | Baruth/Mark OT: Baruth/Mark Stadt Walther-Rathenau-Platz 7a (Lage)                | evangelisch        | weitere Bilder  |                | 09105261   | Q19945705        |
| Blankenfelde                   | Dorfkirche Blankenfelde (Blankenfelde-Mahlow)            | Blankenfelde-Mahlow OT: Blankenfelde Blankenfelder Dorfstraße 50 (Lage)           | evangelisch        | weitere Bilder  |                | 09105265   | Q42607384        |
| Blankenfelde                   | Baptistenkirche Blankenfelde-Mahlow                      | Blankenfelde-Mahlow OT: Blankenfelde Dietmar-Klemt-Straße 2 (Lage)                | Baptisten          | weitere Bilder  |                | 00         | Q132863339       |
| Blankenfelde                   | St. Nikolaus Blankenfelde                                | Blankenfelde-Mahlow OT: Blankenfelde Zossener Damm 39 (Lage)                      | katholisch         | Bild gesucht BW |                | 00         | Q132863378       |
| Blankensee (Trebbin)           | Dorfkirche Blankensee (Trebbin)                          | Trebbin OT: Blankensee (Trebbin) Blankenseer Dorfstraße 34 (Lage)                 | evangelisch        | weitere Bilder  |                | 09105270   | Q23872169        |
| Blankensee (Trebbin)           | Johannische Kirche Blankensee (Kirche der Friedensstadt) | Trebbin OT: Blankensee (Trebbin) Waldfrieden 52 (Lage)                            | Johannische Kirche | weitere Bilder  |                | 09105947   | Q122578110       |
| Blönsdorf                      | Dorfkirche Blönsdorf                                     | Niedergörsdorf OT: Blönsdorf Blönsdorf 19a (Lage)                                 | evangelisch        | weitere Bilder  |                | 09106241   | Q59192585        |
| Bochow                         | Dorfkirche Bochow                                        | Niedergörsdorf OT: Bochow Bochow 26 (Lage)                                        | evangelisch        | weitere Bilder  |                | 09105077   | Q58358527        |
| Bollensdorf                    | Dorfkirche Bollensdorf (Ihlow)                           | Ihlow, Fläming OT: Bollensdorf Bollensdorf 31a (Lage)                             | evangelisch        | weitere Bilder  |                | 09105096   | Q82911436        |
| Borgisdorf                     | Dorfkirche Borgisdorf                                    | Niederer Fläming OT: Borgisdorf Borgisdorf 39 (Lage)                              | evangelisch        | weitere Bilder  |                | 09105041   | Q82945542        |
| Buckow                         | Dorfkirche Buckow (Dahme/Mark)                           | Dahme/Mark OT: Buckow Buckow 15 (Lage)                                            | evangelisch        | weitere Bilder  |                | 09105279   | Q24452311        |
| Christinendorf                 | Dorfkirche Christinendorf                                | Trebbin OT: Christinendorf Christinendorfer Allee 42 (Lage)                       | evangelisch        | weitere Bilder  | Innenansichten | 09105282   | Q24039826        |
| Dahlewitz                      | Dorfkirche Dahlewitz                                     | Blankenfelde-Mahlow OT: Dahlewitz Dahlewitzer Dorfstraße 33a (Lage)               | evangelisch        | weitere Bilder  | Innenansichten | 09105283   | Q26943775        |
| Dahme/Mark (Zentrum)           | St. Marien (Dahme/Mark)                                  | Dahme/Mark OT: Dahme/Mark (Zentrum) Geschwister-Scholl-Straße 6 (Lage)            | evangelisch        | weitere Bilder  | Innenansichten | 09105131   | Q62070522        |
| Dahme/Mark (Zentrum)           | St. Antonius                                             | Dahme/Mark OT: Dahme/Mark (Zentrum) Schellstraße 16 (Lage)                        | katholisch         | weitere Bilder  |                | 09105132   | Q123511445       |
| Dahme/Mark (Zentrum)           | Hospitalkirche Dahme/Mark                                | Dahme/Mark OT: Dahme/Mark (Zentrum) Am Kloster 1 (Lage)                           | profaniert         | weitere Bilder  |                | 09105128   | Q101850875       |
| Dalichow                       | Dorfkirche Dalichow                                      | Niedergörsdorf OT: Dalichow Dalichow 4 (Lage)                                     | evangelisch        | weitere Bilder  |                | 09105075   | Q59988598        |
| Danna                          | Dorfkirche Danna                                         | Niedergörsdorf OT: Danna Danna 2 (Lage)                                           | evangelisch        | weitere Bilder  |                | 09105725   | Q57419674        |
| Dennewitz                      | Dorfkirche Dennewitz                                     | Niedergörsdorf OT: Dennewitz Dennewitz 40 (Lage)                                  | evangelisch        | weitere Bilder  | Innenansichten | 09105001   | Q58008332        |
| Diedersdorf (Großbeeren)       | Dorfkirche Diedersdorf                                   | Großbeeren OT: Diedersdorf (Großbeeren) Kirchplatz (Lage)                         | evangelisch        | weitere Bilder  |                | 09105675   | Q42131784        |
| Dobbrikow                      | Dorfkirche Dobbrikow                                     | Nuthe-Urstromtal OT: Dobbrikow Nettgendorfer Straße 5 (Lage)                      | evangelisch        | weitere Bilder  |                | 09105155   | Q18511693        |
| Dümde                          | Dorfkirche Dümde                                         | Nuthe-Urstromtal OT: Dümde Am Dorfring 5a (Lage)                                  | evangelisch        | weitere Bilder  |                | 09105295   | Q30311640        |
| Eckmannsdorf                   | Dorfkirche Eckmannsdorf                                  | Niedergörsdorf OT: Eckmannsdorf Eckmannsdorf 4 (Lage)                             | evangelisch        | weitere Bilder  | Innenansichten | 09105078   | Q58034006        |
| Felgentreu                     | Dorfkirche Felgentreu                                    | Nuthe-Urstromtal OT: Felgentreu Birkenweg 4 (Lage)                                | evangelisch        | weitere Bilder  |                | 00         | Q96678763        |
| Frankenfelde                   | Dorfkirche Frankenfelde (Fläming)                        | Luckenwalde OT: Frankenfelde Dorfstraße 29 (Lage)                                 | evangelisch        | weitere Bilder  |                | 09105429   | Q80425588        |
| Frankenförde                   | Dorfkirche Frankenförde                                  | Nuthe-Urstromtal OT: Frankenförde In der Aue 16 (Lage)                            | evangelisch        | weitere Bilder  |                | 09105296   | Q26219145        |
| Fröhden                        | Dorfkirche Fröhden                                       | Jüterbog OT: Fröhden Fröhdener Dorfstraße 4 (Lage)                                | evangelisch        | weitere Bilder  | Innenansichten | 09105145   | Q28527262        |
| Gebersdorf                     | Dorfkirche Gebersdorf (Dahme/Mark)                       | Dahme/Mark OT: Gebersdorf Gebersdorf 32 (Lage)                                    | evangelisch        | weitere Bilder  |                | 09105097   | Q83157394        |
| Genshagen                      | Dorfkirche Genshagen                                     | Ludwigsfelde OT: Genshagen Genshagener Dorfstraße 1 (Lage)                        | evangelisch        | weitere Bilder  |                | 09105298   | Q27478838        |
| Glasow                         | Dorfkirche Glasow                                        | Blankenfelde-Mahlow OT: Glasow Alt Glasow 6b (Lage)                               | evangelisch        | weitere Bilder  |                | 09105438   | Q26710725        |
| Glienick                       | Dorfkirche Glienick                                      | Zossen OT: Glienick Dorfaue 27a (Lage)                                            | evangelisch        | weitere Bilder  |                | 09105300   | Q28973090        |
| Groß Kienitz                   | Dorfkirche Groß Kienitz                                  | Blankenfelde-Mahlow OT: Groß Kienitz Groß Kienitzer Dorfstraße 14a (Lage)         | evangelisch        | weitere Bilder  |                | 09105306   | Q101849776       |
| Groß Machnow                   | Dorfkirche Groß Machnow                                  | Rangsdorf OT: Groß Machnow Kirchstraße 12 (Lage)                                  | evangelisch        | weitere Bilder  |                | 09105307   | Q25374313        |
| Groß Schulzendorf              | Dorfkirche Groß Schulzendorf                             | Ludwigsfelde OT: Groß Schulzendorf Dorfaue 32 (Lage)                              | evangelisch        | weitere Bilder  |                | 09105685   | Q36524064        |
| Groß Ziescht                   | Dorfkirche Groß Ziescht                                  | Baruth/Mark OT: Groß Ziescht Groß Zieschter Dorfstraße 29a (Lage)                 | evangelisch        | weitere Bilder  |                | 09105309   | Q55662680        |
| Großbeeren                     | Dorfkirche Großbeeren                                    | Großbeeren OT: Großbeeren Ruhlsdorfer Straße 2 (Lage)                             | evangelisch        | weitere Bilder  | Innenansichten | 09105311   | Q101579060       |
| Großbeuthen                    | Dorfkirche Großbeuthen                                   | Trebbin OT: Großbeuthen Am Anger 21 (Lage)                                        | evangelisch        | weitere Bilder  |                | 09105318   | Q30043231        |
| Gräfendorf                     | Dorfkirche Gräfendorf                                    | Niederer Fläming OT: Gräfendorf Dorfstraße 20 (Lage)                              | evangelisch        | weitere Bilder  |                | 09105079   | Q83493558        |
| Gröben                         | Dorfkirche Gröben                                        | Ludwigsfelde OT: Gröben Gröbener Dorfstraße 41 (Lage)                             | evangelisch        | weitere Bilder  |                | 09105156   | Q84502060        |
| Grüna                          | Dorfkirche Grüna                                         | Jüterbog OT: Grüna Grüna 104 (Lage)                                               | evangelisch        | weitere Bilder  |                | 09105320   | Q39214275        |
| Gölsdorf                       | Dorfkirche Gölsdorf                                      | Niedergörsdorf OT: Gölsdorf Gölsdorf 53 (Lage)                                    | evangelisch        | weitere Bilder  |                | 09105147   | Q116269974       |
| Görsdorf                       | Dorfkirche Görsdorf (Dahmetal)                           | Dahmetal OT: Görsdorf Görsdorf 17 (Lage)                                          | evangelisch        | weitere Bilder  |                | 09105098   | Q25944943        |
| Heinsdorf                      | Kirchenruine Heinsdorf                                   | Dahme/Mark OT: Heinsdorf Heinsdorf-Angerstraße 2 (Lage)                           | profaniert         | weitere Bilder  |                | 09105860   | Q83630066        |
| Hennickendorf                  | Dorfkirche Hennickendorf (Nuthe-Urstromtal)              | Nuthe-Urstromtal OT: Hennickendorf Hennickendorfer Hauptstraße 16 (Lage)          | evangelisch        | weitere Bilder  |                | 09105161   | Q28466302        |
| Hohenahlsdorf                  | Dorfkirche Hohenahlsdorf                                 | Niederer Fläming OT: Hohenahlsdorf Hohenahlsdorf 45a (Lage)                       | evangelisch        | weitere Bilder  |                | 09105321   | Q83887315        |
| Hohengörsdorf                  | Dorfkirche Hohengörsdorf                                 | Niederer Fläming OT: Hohengörsdorf Dorfstraße 26a (Lage)                          | evangelisch        | weitere Bilder  |                | 09105080   | Q84165416        |
| Hohenseefeld                   | Dorfkirche Hohenseefeld                                  | Niederer Fläming OT: Hohenseefeld Hauptstraße 25 (Lage)                           | evangelisch        | weitere Bilder  |                | 09105081   | Q73625679        |
| Höfgen (Niederer Fläming)      | Dorfkirche Höfgen                                        | Niederer Fläming OT: Höfgen (Niederer Fläming) Höfgen 3 (Lage)                    | evangelisch        | weitere Bilder  |                | 09105539   | Q83808156        |
| Ihlow (Dorf)                   | Dorfkirche Ihlow                                         | Ihlow, Fläming OT: Ihlow (Dorf) Dorfstraße 62 (Lage)                              | evangelisch        | weitere Bilder  |                | 09105082   | Q19962229        |
| Illmersdorf                    | Dorfkirche Illmersdorf                                   | Ihlow, Fläming OT: Illmersdorf Illmersdorf 2a (Lage)                              | evangelisch        | weitere Bilder  |                | 09105330   | Q84175863        |
| Jänickendorf                   | Dorfkirche Jänickendorf (Nuthe-Urstromtal)               | Nuthe-Urstromtal OT: Jänickendorf Alte Hauptstraße 42a (Lage)                     | evangelisch        | weitere Bilder  |                | 09105337   | Q62033401        |
| Jühnsdorf                      | Dorfkirche Jühnsdorf                                     | Blankenfelde-Mahlow OT: Jühnsdorf Dorfstraße 9 (Lage)                             | evangelisch        | weitere Bilder  |                | 09105068   | Q31888237        |
| Jüterbog                       | Nikolaikirche (Jüterbog)                                 | Jüterbog OT: Jüterbog Nikolaikirchplatz 1 (Lage)                                  | evangelisch        | weitere Bilder  | Innenansichten | 09105007   | Q1284857         |
| Jüterbog                       | Liebfrauenkirche Jüterbog                                | Jüterbog OT: Jüterbog Am Dammtor 28 (Lage)                                        | evangelisch        | weitere Bilder  | Innenansichten | 09105345   | Q1516871         |
| Jüterbog                       | St. Hedwig (Jüterbog)                                    | Jüterbog OT: Jüterbog Schulstraße 2 (Lage)                                        | katholisch         | weitere Bilder  |                | 09105343   | Q1593447         |
| Jüterbog                       | Mönchenkirche                                            | Jüterbog OT: Jüterbog Mönchenkirchplatz 4 (Lage)                                  | profaniert         | weitere Bilder  |                | 09105341   | Q1957979         |
| Jüterbog                       | Mönchenkirche                                            | Jüterbog OT: Jüterbog Mönchenkirchplatz 4 (Lage)                                  | profaniert         | weitere Bilder  |                | 09105341   | Q1957979         |
| Kaltenborn                     | Dorfkirche Kaltenborn                                    | Niedergörsdorf OT: Kaltenborn Kaltenborn 7 (Lage)                                 | evangelisch        | weitere Bilder  |                | 09105148   | Q29350802        |
| Kemlitz                        | Dorfkirche Kemlitz                                       | Dahme/Mark OT: Kemlitz Kemlitz-Dorfweg 1 (Lage)                                   | evangelisch        | weitere Bilder  |                | 09105099   | Q84263806        |
| Kemlitz (Baruth/Mark)          | Dorfkirche Kemlitz (Baruth/Mark)                         | Baruth/Mark OT: Kemlitz (Baruth/Mark) Kemlitzer Hauptstraße 22a (Lage)            | evangelisch        | weitere Bilder  |                | 09105310   | Q24434882        |
| Kemnitz                        | Dorfkirche Kemnitz (Nuthe-Urstromtal)                    | Nuthe-Urstromtal OT: Kemnitz Kemnitzer Hauptstraße 18 (Lage)                      | evangelisch        | weitere Bilder  |                | 09105372   | Q26219228        |
| Kerzendorf                     | Dorfkirche Kerzendorf                                    | Ludwigsfelde OT: Kerzendorf Kerzendorfer Straße 21 (Lage)                         | evangelisch        | weitere Bilder  |                | 09105585   | Q37644944        |
| Klein Kienitz                  | Dorfkirche Klein Kienitz                                 | Rangsdorf OT: Klein Kienitz Parkstraße 1 (Lage)                                   | evangelisch        | weitere Bilder  |                | 09105477   | Q25513756        |
| Kleinbeeren                    | Dorfkirche Kleinbeeren                                   | Großbeeren OT: Kleinbeeren Dorfstraße 9 (Lage)                                    | evangelisch        | weitere Bilder  |                | 09105316   | Q42425583        |
| Kloster Zinna                  | Klosterkirche St. Maria (Kloster Zinna)                  | Jüterbog OT: Kloster Zinna Am Kloster 8 (Lage)                                    | evangelisch        | weitere Bilder  | Innenansichten | 09105003   | Q19883678        |
| Kolpien                        | Dorfkirche Kolpien                                       | Dahme/Mark OT: Kolpien Kolpien 25 (Lage)                                          | evangelisch        | weitere Bilder  |                | 09105496   | Q79996795        |
| Kolzenburg                     | Kapelle Kolzenburg                                       | Luckenwalde OT: Kolzenburg Am Sonnenberg 3 (Lage)                                 | evangelisch        | Bild gesucht BW |                | 00         | Q133467894       |
| Kossin                         | Dorfkirche Kossin                                        | Niederer Fläming OT: Kossin Dorfstraße 8 (Lage)                                   | evangelisch        | weitere Bilder  |                | 09105549   | Q86683904        |
| Kurzlipsdorf                   | Dorfkirche Kurzlipsdorf                                  | Niedergörsdorf OT: Kurzlipsdorf Kurzlipsdorf 10a (Lage)                           | evangelisch        | weitere Bilder  |                | 09105076   | Q59420455        |
| Körbitz                        | Dorfkirche Körbitz                                       | Niederer Fläming OT: Körbitz Körbitz 32 (Lage)                                    | evangelisch        | weitere Bilder  |                | 09105540   | Q84263757        |
| Langenlipsdorf                 | Dorfkirche Langenlipsdorf                                | Niedergörsdorf OT: Langenlipsdorf Langenlipsdorf 18a (Lage)                       | evangelisch        | weitere Bilder  |                | 09105142   | Q60425436        |
| Lichterfelde                   | Dorfkirche Lichterfelde (Niederer Fläming)               | Niederer Fläming OT: Lichterfelde Lichterfelde 11 (Lage)                          | evangelisch        | weitere Bilder  |                | 09105061   | Q84600060        |
| Liebätz                        | Dorfkirche Liebätz                                       | Nuthe-Urstromtal OT: Liebätz An der Kirche 10 (Lage)                              | evangelisch        | weitere Bilder  |                | 09105384   | Q26102951        |
| Liedekahle                     | Dorfkirche Liedekahle                                    | Dahmetal OT: Liedekahle Liedekahle 21 (Lage)                                      | evangelisch        | weitere Bilder  |                | 09105134   | Q84428768        |
| Liepe (Dahme/Mark)             | Dorfkirche Liepe (Dahme/Mark)                            | Dahme/Mark OT: Liepe (Dahme/Mark) Liepe 15 (Lage)                                 | evangelisch        | weitere Bilder  |                | 09105047   | Q27441089        |
| Ließen                         | Dorfkirche Ließen                                        | Baruth/Mark OT: Ließen Ließener Dorfstraße 8 (Lage)                               | evangelisch        | weitere Bilder  |                | 09105386   | Q47350449        |
| Lindow                         | Dorfkirche Lindow (Niedergörsdorf)                       | Niedergörsdorf OT: Lindow Lindower Dorfstraße 2 (Lage)                            | evangelisch        | weitere Bilder  |                | 09105143   | Q84603125        |
| Luckenwalde                    | St. Petri (Luckenwalde)                                  | Luckenwalde OT: Luckenwalde Frankenstraße 10 (Lage)                               | evangelisch        | weitere Bilder  |                | 09105421   | Q73784753        |
| Luckenwalde                    | St. Jakobi Luckenwalde                                   | Luckenwalde OT: Luckenwalde Zinnaer Straße 53 (Lage)                              | evangelisch        | weitere Bilder  |                | 09105425   | Q15702241        |
| Luckenwalde                    | St. Johannis Luckenwalde                                 | Luckenwalde OT: Luckenwalde Markt 10 (Lage)                                       | evangelisch        | weitere Bilder  |                | 09105414   | Q15830616        |
| Luckenwalde                    | St. Joseph (Luckenwalde)                                 | Luckenwalde OT: Luckenwalde Lindenallee 4 (Lage)                                  | katholisch         | weitere Bilder  |                | 09105203   | Q20026618        |
| Luckenwalde                    | Neuapostolische Kirche Luckenwalde                       | Luckenwalde OT: Luckenwalde Puschkinstraße 38 (Lage)                              | neuapostolisch     | Bild gesucht BW |                | 00         | Q101556690       |
| Luckenwalde                    | Neuapostolische Kirche Luckenwalde                       | Luckenwalde OT: Luckenwalde Puschkinstraße 38 (Lage)                              | neuapostolisch     | weitere Bilder  |                | 00         | Q133464211       |
| Luckenwalde                    | Baptistenkirche Luckenwalde                              | Luckenwalde OT: Luckenwalde Puschkinstraße 36 (Lage)                              | Baptisten          | weitere Bilder  |                | 09105963   | Q133464330       |
| Ludwigsfelde                   | St.-Michael-Kirche Ludwigsfelde                          | Ludwigsfelde OT: Ludwigsfelde Margeritenweg 1a (Lage)                             | evangelisch        | weitere Bilder  |                | 09105801   | Q54834358        |
| Ludwigsfelde                   | Katholische Kirche St. Pius X. Ludwigsfelde              | Ludwigsfelde OT: Ludwigsfelde Siethener Straße 11 (Lage)                          | katholisch         | Bild gesucht BW |                | 00         | Q133483516       |
| Ludwigsfelde                   | Neuapostolische Kirche Ludwigsfelde                      | Ludwigsfelde OT: Ludwigsfelde Ringstraße 37 (Lage)                                | neuapostolisch     | Bild gesucht BW |                | 00         | Q133489286       |
| Löwenbruch                     | Dorfkirche Löwenbruch                                    | Ludwigsfelde OT: Löwenbruch Alt-Löwenbruch 22 (Lage)                              | evangelisch        | weitere Bilder  |                | 09105387   | Q41735127        |
| Mahlow Dorf                    | Dorfkirche Mahlow                                        | Blankenfelde-Mahlow OT: Mahlow Dorf Mahlower Dorfstraße 7 (Lage)                  | evangelisch        | weitere Bilder  | Innenansichten | 09105437   | Q30015011        |
| Markendorf                     | Dorfkirche Markendorf                                    | Jüterbog OT: Markendorf Markendorfer Dorfstraße 10 (Lage)                         | evangelisch        | weitere Bilder  |                | 09105144   | Q56884234        |
| Mehlsdorf                      | Dorfkirche Mehlsdorf                                     | Ihlow, Fläming OT: Mehlsdorf Mehlsdorf 36 (Lage)                                  | evangelisch        | weitere Bilder  |                | 09105100   | Q73627767        |
| Meinsdorf                      | Dorfkirche Meinsdorf                                     | Niederer Fläming OT: Meinsdorf Dorfstraße 53 (Lage)                               | evangelisch        | weitere Bilder  |                | 09105439   | Q84703608        |
| Mellnsdorf                     | Dorfkirche Mellnsdorf                                    | Niedergörsdorf OT: Mellnsdorf Mellnsdorf 20 (Lage)                                | evangelisch        | weitere Bilder  |                | 09105274   | Q61104090        |
| Merzdorf                       | Dorfkirche Merzdorf                                      | Baruth/Mark OT: Merzdorf Merzdorf 60 (Lage)                                       | evangelisch        | weitere Bilder  |                | 09105443   | Q20170797        |
| Märkisch Wilmersdorf           | Dorfkirche Märkisch Wilmersdorf                          | Trebbin OT: Märkisch Wilmersdorf Kirchring 20a (Lage)                             | evangelisch        | weitere Bilder  |                | 09105925   | Q24175865        |
| Neuheim                        | Dorfkirche Neuheim (Jüterbog)                            | Jüterbog OT: Neuheim Neuheim 2 (Lage)                                             | profaniert         | weitere Bilder  | Innenansichten | 09105146   | Q28541245        |
| Neuhof                         | Dorfkirche Neuhof (Jüterbog)                             | Jüterbog OT: Neuhof Neuhof 13 (Lage)                                              | evangelisch        | weitere Bilder  | Innenansichten | 09105446   | Q40357909        |
| Neumarkt (Jüterbog)            | St. Jacobi (Jüterbog)                                    | Jüterbog OT: Neumarkt (Jüterbog) Hauptstraße 42 (Lage)                            | evangelisch        | weitere Bilder  |                | 09105344   | Q56882871        |
| Niebendorf                     | Dorfkirche Niebendorf                                    | Dahme/Mark OT: Niebendorf Niebendorf 34 (Lage)                                    | evangelisch        | weitere Bilder  |                | 09105447   | Q84310476        |
| Niedergörsdorf Hauptort        | Dorfkirche Niedergörsdorf                                | Niedergörsdorf OT: Niedergörsdorf Hauptort Dorfstraße 19b (Lage)                  | evangelisch        | weitere Bilder  | Innenansichten | 09105449   | Q60026699        |
| Niederseefeld                  | Dorfkirche Niederseefeld                                 | Niederer Fläming OT: Niederseefeld Hohenseefeld-Niederseefelder Straße 13a (Lage) | evangelisch        | weitere Bilder  |                | 09105328   | Q73626388        |
| Niendorf                       | Dorfkirche Niendorf (Ihlow)                              | Ihlow, Fläming OT: Niendorf Niendorf 17 (Lage)                                    | evangelisch        | weitere Bilder  | Innenansichten | 09105101   | Q28309710        |
| Nonnendorf                     | Dorfkirche Nonnendorf                                    | Niederer Fläming OT: Nonnendorf Nonnendorf-Dorfstraße 9 (Lage)                    | evangelisch        | weitere Bilder  |                | 09105462   | Q84854954        |
| Nunsdorf                       | Dorfkirche Nunsdorf                                      | Zossen OT: Nunsdorf Dorfstraße (Lage)                                             | evangelisch        | weitere Bilder  |                | 09105464   | Q24256404        |
| Oehna                          | Dorfkirche Oehna                                         | Niedergörsdorf OT: Oehna Oehna 19 (Lage)                                          | evangelisch        | weitere Bilder  |                | 09105465   | Q62235699        |
| Paplitz                        | Dorfkirche Paplitz (Baruth/Mark)                         | Baruth/Mark OT: Paplitz Straße des Friedens 4a (Lage)                             | evangelisch        | weitere Bilder  |                | 09105466   | Q24742856        |
| Petkus                         | Dorfkirche Petkus                                        | Baruth/Mark OT: Petkus Petkuser Hauptstraße 32 (Lage)                             | evangelisch        | weitere Bilder  |                | 09105467   | Q20191157        |
| Prensdorf                      | Dorfkirche Prensdorf                                     | Dahmetal OT: Prensdorf Prensdorf 20 (Lage)                                        | evangelisch        | weitere Bilder  |                | 09105102   | Q26789046        |
| Rangsdorf                      | Dorfkirche Rangsdorf                                     | Rangsdorf OT: Rangsdorf Kirchweg 1 (Lage)                                         | evangelisch        | weitere Bilder  | Innenansichten | 09105475   | Q36846528        |
| Rangsdorf                      | St. Albertus Magnus                                      | Rangsdorf OT: Rangsdorf Puschkinstraße 3 (Lage)                                   | katholisch         | weitere Bilder  |                | 09105039   | Q116270009       |
| Rangsdorf                      | Neuapostolische Kirche Rangsdorf                         | Rangsdorf OT: Rangsdorf Seebadallee 48 (Lage)                                     | neuapostolisch     | Bild gesucht BW |                | 00         | Q132800373       |
| Reinsdorf (Niederer Fläming)   | Dorfkirche Reinsdorf                                     | Niederer Fläming OT: Reinsdorf (Niederer Fläming) Dorfstraße 13b (Lage)           | evangelisch        | weitere Bilder  |                | 09105149   | Q85124769        |
| Riesdorf (Niederer Fläming)    | Dorfkirche Riesdorf                                      | Niederer Fläming OT: Riesdorf (Niederer Fläming) Dorfstraße 21a (Lage)            | evangelisch        | weitere Bilder  |                | 09105479   | Q85180650        |
| Rietdorf                       | Dorfkirche Rietdorf                                      | Ihlow, Fläming OT: Rietdorf Rietdorf 16 (Lage)                                    | evangelisch        | weitere Bilder  |                | 09105103   | Q85180672        |
| Rohrbeck                       | Dorfkirche Rohrbeck (Niedergörsdorf)                     | Niedergörsdorf OT: Rohrbeck Hauptstraße 17 (Lage)                                 | evangelisch        | weitere Bilder  |                | 09105481   | Q85286304        |
| Rosenthal (Dahme/Mark)         | Dorfkirche Rosenthal (Dahme/Mark)                        | Dahme/Mark OT: Rosenthal (Dahme/Mark) Rosenthal 59 (Lage)                         | evangelisch        | weitere Bilder  |                | 09105104   | Q85626251        |
| Ruhlsdorf                      | Dorfkirche Ruhlsdorf (Nuthe-Urstromtal)                  | Nuthe-Urstromtal OT: Ruhlsdorf Kirchplatz 2a (Lage)                               | evangelisch        | weitere Bilder  |                | 09106051   | Q26262834        |
| Schlenzer                      | Dorfkirche Schlenzer                                     | Niederer Fläming OT: Schlenzer Dorfstraße 56a (Lage)                              | evangelisch        | weitere Bilder  |                | 09105493   | Q28365145        |
| Schöna                         | Kirche Schöna                                            | Dahme/Mark OT: Schöna Schöna 20 (Lage)                                            | evangelisch        | weitere Bilder  |                | 09105495   | Q79996895        |
| Schönefeld                     | Dorfkirche Schönefeld (Nuthe-Urstromtal)                 | Nuthe-Urstromtal OT: Schönefeld Neuhofer Straße 11a (Lage)                        | evangelisch        | weitere Bilder  |                | 09105987   | Q53478333        |
| Schönefeld                     | Dorfkirche Schönefeld                                    | Niedergörsdorf OT: Schönefeld Schönefeld 7a (Lage)                                | evangelisch        | weitere Bilder  | Innenansichten | 09105501   | Q62442843        |
| Schöneweide                    | Dorfkirche Schöneweide                                   | Nuthe-Urstromtal OT: Schöneweide Lindenstraße 11 (Lage)                           | evangelisch        | weitere Bilder  |                | 09105503   | Q60007626        |
| Schünow                        | Dorfkirche Schünow                                       | Zossen OT: Schünow Zur Dorfstraße 9a (Lage)                                       | evangelisch        | weitere Bilder  |                | 09105028   | Q30348674        |
| Seehausen                      | Dorfkirche Seehausen                                     | Niedergörsdorf OT: Seehausen Seehausen 58 (Lage)                                  | evangelisch        | weitere Bilder  |                | 09105150   | Q63339766        |
| Sernow                         | Dorfkirche Sernow                                        | Niederer Fläming OT: Sernow Sernow 26a (Lage)                                     | evangelisch        | weitere Bilder  |                | 09105054   | Q86247836        |
| Siethen                        | Dorfkirche Siethen                                       | Ludwigsfelde OT: Siethen Siethener Dorfstraße 6 (Lage)                            | evangelisch        | weitere Bilder  |                | 09105507   | Q24260091        |
| Sperenberg                     | Dorfkirche Sperenberg                                    | Am Mellensee OT: Sperenberg Karl-Fiedler-Straße 11a (Lage)                        | evangelisch        | weitere Bilder  | Innenansichten | 09105509   | Q25374322        |
| Stangenhagen                   | Dorfkirche Stangenhagen                                  | Trebbin OT: Stangenhagen Neue Bergstraße 3 (Lage)                                 | evangelisch        | weitere Bilder  |                | 09105510   | Q63568328        |
| Stülpe                         | Dorfkirche Stülpe                                        | Nuthe-Urstromtal OT: Stülpe Ließener Straße 1 (Lage)                              | evangelisch        | weitere Bilder  |                | 09105512   | Q20011799        |
| Thyrow                         | Dorfkirche Thyrow                                        | Trebbin OT: Thyrow Thyrower Dorfstraße 18a (Lage)                                 | evangelisch        | weitere Bilder  |                | 09105516   | Q19962230        |
| Trebbin Zentrum                | St. Joseph Trebbin                                       | Trebbin OT: Trebbin Zentrum Parkstraße 6 (Lage)                                   | katholisch         | weitere Bilder  |                | 09106470   | Q64496027        |
| Trebbin Zentrum                | St.-Annen-Kapelle Trebbin                                | Trebbin OT: Trebbin Zentrum Berliner Str. 52 (Lage)                               |                    | weitere Bilder  |                | 09105519   | Q17592458        |
| Trebbin Zentrum                | St. Marien Trebbin                                       | Trebbin OT: Trebbin Zentrum Kirchplatz 2 (Lage)                                   | evangelisch        | weitere Bilder  |                | 09105518   | Q17592504        |
| Wahlsdorf                      | Dorfkirche Wahlsdorf                                     | Dahme/Mark OT: Wahlsdorf Wahlsdorf 76 (Lage)                                      | evangelisch        | weitere Bilder  |                | 09105531   | Q86529841        |
| Waltersdorf (Niederer Fläming) | Dorfkirche Waltersdorf (Niederer Fläming)                | Niederer Fläming OT: Waltersdorf (Niederer Fläming) Dorfstraße 35 (Lage)          | evangelisch        | weitere Bilder  |                | 09105535   | Q61686244        |
| Welsickendorf                  | Dorfkirche Welsickendorf                                 | Niederer Fläming OT: Welsickendorf Dorfstraße 45 (Lage)                           | evangelisch        | weitere Bilder  |                | 09105040   | Q74574739        |
| Werbig                         | Dorfkirche Werbig (Niederer Fläming)                     | Niederer Fläming OT: Werbig Pappelallee 6 (Lage)                                  | evangelisch        | weitere Bilder  |                | 09105541   | Q88293408        |
| Werder                         | Dorfkirche Werder (Jüterbog)                             | Jüterbog OT: Werder Werder 44 (Lage)                                              | evangelisch        | weitere Bilder  | Innenansichten | 09105544   | Q2677265         |
| Wergzahna                      | Dorfkirche Wergzahna                                     | Niedergörsdorf OT: Wergzahna Wergzahna 4 (Lage)                                   | evangelisch        | weitere Bilder  |                | 09105545   | Q62662474        |
| Wiepersdorf                    | Dorfkirche Wiepersdorf (Niederer Fläming)                | Niederer Fläming OT: Wiepersdorf Wiepersdorf-Bettina-von-Arnim-Straße 5a (Lage)   | evangelisch        | weitere Bilder  |                | 09105546   | Q87587065        |
| Wietstock                      | Dorfkirche Wietstock                                     | Ludwigsfelde OT: Wietstock Wietstocker Dorfstraße 3 (Lage)                        | evangelisch        | weitere Bilder  |                | 09105550   | Q24266991        |
| Wildau-Wentdorf                | Dorfkirche Wildau-Wentdorf                               | Dahmetal OT: Wildau-Wentdorf Wildau-Wentdorf 23 (Lage)                            | evangelisch        | weitere Bilder  |                | 09105105   | Q26234978        |
| Woltersdorf                    | Dorfkirche Woltersdorf (Nuthe-Urstromtal)                | Nuthe-Urstromtal OT: Woltersdorf Berliner Chaussee 35 (Lage)                      | evangelisch        | weitere Bilder  |                | 09105742   | Q60613095        |
| Wölmsdorf                      | Dorfkirche Wölmsdorf                                     | Niedergörsdorf OT: Wölmsdorf Wölmsdorf 29 (Lage)                                  | evangelisch        | weitere Bilder  |                | 09105726   | Q62625604        |
| Wünsdorf                       | Dorfkirche Wünsdorf                                      | Zossen OT: Wünsdorf Am Kirchplatz (Lage)                                          | evangelisch        | weitere Bilder  |                | 09105553   | Q66493405        |
| Wünsdorf                       | Baptistenkirche Wünsdorf                                 | Zossen OT: Wünsdorf Rampe 3 (Lage)                                                | Baptisten          | Bild gesucht BW |                | 00         | Q132885869       |
| Zagelsdorf                     | Dorfkirche Zagelsdorf                                    | Dahme/Mark OT: Zagelsdorf Zagelsdorf 11 (Lage)                                    | evangelisch        | weitere Bilder  | Innenansichten | 09105141   | Q85179242        |
| Zellendorf                     | Dorfkirche Zellendorf                                    | Niedergörsdorf OT: Zellendorf Zellendorf 24 (Lage)                                | evangelisch        | weitere Bilder  |                | 09105555   | Q63166894        |
| Zossen Zentrum                 | Dreifaltigkeitskirche Zossen                             | Zossen OT: Zossen Zentrum Kirchplatz (Lage)                                       | evangelisch        | weitere Bilder  |                | 09105557   | Q28936159        |
| Zossen Zentrum                 | Neuapostolische Kirche Zossen                            | Zossen OT: Zossen Zentrum Stubenrauchstraße 5 (Lage)                              | neuapostolisch     | Bild gesucht BW |                | 00         | Q133868516       |
| Zossen Zentrum                 | Katholische Kirche Zossen                                | Zossen OT: Zossen Zentrum Wasserstraße 7 (Lage)                                   | katholisch         | Bild gesucht BW |                | 00         | Q133868716       |